# عربان (تمايوست)
عربان هو دُوَّار يقع بجماعة آيت بن يعقوب، إقليم ميدلت، جهة درعة تافيلالت في المملكة المغربية. ينتمي الدوّار لمشيخة تمايوست التي تضم 6 دواوير. يقدر عدد سكانه بـ 423 نسمة حسب الإحصاء الرسمي للسكان والسكنى لسنة 2004.

## روابط خارجية
- البوابة الوطنية للجماعات الترابية نسخة محفوظة 12 مارس 2018 على موقع واي باك مشين.
- المندوبية السامية للتخطيط